# Platinum Christmas
Platinum Christmas, ou então Christmas Diamonds, é uma coletânea musical de natal lançada pela Jive Records em 14 de novembro de 2000. O disco conta com dezesseis faixas interpretadas em sua grande parte por artistas assinados com a gravadora. Um alinhamento alternativo de obras foi lançado nos países europeus.

## Lista de faixas
| Edição estadunidense |                                                      |                                             |                    |         |  |
| N.º                  | Título                                               | Compositor(es)                              | Artista(s)         | Duração |  |
| 1.                   | "My Only Wish (This Year)"                           | Brian Kierulf Josh Schwartz Britney Spears  | Britney Spears     | 4:15    |  |
| 2.                   | "Grown-Up Christmas List"                            | David Foster Linda Thompson-Jenner          | Monica             | 4:20    |  |
| 3.                   | "This Christmas"                                     | Donny Hathaway Hathaway McKinnor            | Joe                | 3:06    |  |
| 4.                   | "I Don't Wanna Spend One More Christmas Without You" | Andrew Fromm J. Franzel S. Linzer           | 'N Sync            | 4:02    |  |
| 5.                   | "Silent Night / Noche de Paz"                        | Franz Xaver Gruber Joseph Mohr              | Christina Aguilera | 4:49    |  |
| 6.                   | "Posada (Pilgrimage To Bethlehem)"                   | B. Rietveld                                 | Santana            | 5:22    |  |
| 7.                   | "Little Drummer Boy"                                 | Harry Simeone Henry Onorati Katherine Davis | Jars of Clay       | 4:20    |  |
| 8.                   | "Christmas Song"                                     | Dave Matthews                               | Dave Matthews      | 4:59    |  |
| 9.                   | "Christmas Day"                                      | Dido Armstrong Rollo Armstrong              | Dido               | 4:02    |  |
| 10.                  | "Merry X-Mas Everybody"                              | Jim Lea N. Holder                           | Steps              | 3:38    |  |
| 11.                  | "Christmas Time"                                     | J. Smith J. Wright Veit Renn                | Backstreet Boys    | 4:16    |  |
| 12.                  | "World Christmas"                                    | R. Kelly                                    | R. Kelly           | 4:03    |  |
| 13.                  | "My Gift to You"                                     | James Harris S.T. Lewis                     | Donell Jones       | 3:41    |  |
| 14.                  | "Sleigh Ride"                                        | Leroy Anderson Mitchell Parish              | TLC                | 3:44    |  |
| 15.                  | "The Christmas Song"                                 | Mel Tormé Robert Wells                      | Toni Braxton       | 3:25    |  |
| 16.                  | "Who Would Imagine a King"                           | Hill, H. Hilton M. Warren                   | Whitney Houston    | 3:31    |  |

| Edição europeia |                                                      |            |         |  |
| N.º             | Título                                               | Artista(s) | Duração |  |
| 1.              | "My Only Wish (This Year)"                           |            |         |  |
| 2.              | "Perfect Christmas"                                  | S Club 7   | 4:34    |  |
| 3.              | "I Don't Wanna Spend One More Christmas Without You" |            |         |  |
| 4.              | "Merry X-Mas Everybody"                              |            |         |  |
| 5.              | "Grown-Up Christmas List"                            |            |         |  |
| 6.              | "World Christmas"                                    |            |         |  |
| 7.              | "Silent Night / Noche de Paz"                        |            |         |  |
| 8.              | "Posada (Pilgrimage To Bethlehem)"                   |            |         |  |
| 9.              | "Little Drummer Boy"                                 |            |         |  |
| 10.             | "Christmas Song"                                     |            |         |  |
| 11.             | "Christmas Day"                                      |            |         |  |
| 12.             | "Christmas Time"                                     |            |         |  |
| 13.             | "This Christmas"                                     |            |         |  |
| 14.             | "Sleigh Ride"                                        |            |         |  |
| 15.             | "The Christmas Song"                                 |            |         |  |
| 16.             | "Who Would Imagine a King"                           |            |         |  |

## Histórico de lançamento
| País           | Data                   | Formato          | Gravadora       |
| -------------- | ---------------------- | ---------------- | --------------- |
| Estados Unidos | 14 de novembro de 2000 | CD               | Jive            |
| Estados Unidos | 14 de novembro de 2000 | Download digital | Zomba BMG Music |
| Alemanha       | 20 de novembro de 2000 | CD               | Jive            |
| Reino Unido    | 27 de novembro de 2000 | CD               | Jive            |
| Japão          | 29 de novembro de 2000 | CD               | Arista          |